# Долни Суви До
Долни Суви До (на сръбски: Доњи Суви До; на албански: Suhodoll i Poshtëm) е село в Косово, разположено в община Северна Косовска Митровица, Северно Косово. Населението му според преброяването през 2011 г. е 789 души, от тях: 787 (99,74 %) албанци и 2 (0,26 %) неизвестни.

## Население
Численост на населението според преброяванията през годините:
- 1948 – 357 души
- 1953 – 342 души
- 1961 – 402 души
- 1971 – 540 души
- 1981 – 739 души
- 1991 – 881 души
- 2011 – 789 души